# Jennifer Lopez
Jennifer Lynn Lopez, coneguda simplement com a Jennifer Lopez   (Bronx, 24 de juliol de 1969), també coneguda com a J.Lo, és una actriu, cantant, ballarina, productora de discos, dissenyadora de moda i productora de televisió estatunidenca, d'origen porto-riqueny. El seu pare era un especialista en ordinadors i la seva mare mestra de primària. Segons la revista econòmica Forbes és la persona d'origen llatinoamericà més rica de Hollywood i entre les cent més influents del grup ètnic anomenat "hispànic" segons la revista People en castellà.
Lopez començà la seva carrera ballant en la comèdia televisiva In Living Color. Després actuà a la pel·lícula Selena a la que seguiren Un embolic molt perillós (1998) i Mirada d'àngel (2001) i altres. El 1999, Lopez va treure el seu primer àlbum de música On the 6.

## Filmografia

### Actriu
| Any  | Pel·lícula                                 | Paper                         | Notes                                                      |
| ---- | ------------------------------------------ | ----------------------------- | ---------------------------------------------------------- |
| 1986 | My Little Girl                             | Myra                          |                                                            |
| 1993 | Nurses on the Line: The Crash of Flight 7  | Rosie Romero                  |                                                            |
| 1995 | La meva família (My Family)                | María Sánchez                 |                                                            |
| 1995 | Assalt al tren dels diners (Money Train)   | Grace Santiago                |                                                            |
| 1996 | Jack                                       | Miss Márquez                  |                                                            |
| 1997 | Blood and Wine                             | Gabriela "Gabby"              |                                                            |
| 1997 | Selena                                     | Selena Quintanilla-Pérez      | Nominada – Globus d'Or a la millor actriu musical o còmica |
| 1997 | Anaconda                                   | Terri Flores                  |                                                            |
| 1997 | U Turn                                     | Grace McKenna                 |                                                            |
| 1998 | Un embolic molt perillós (Out of Sight)    | Karen Sisco                   |                                                            |
| 1998 | Formiguez (Antz)                           | Azteca                        |                                                            |
| 2000 | The Cell                                   | Catherine Deane               |                                                            |
| 2001 | The Wedding Planner                        | Mary Fiore                    |                                                            |
| 2001 | Mirada d'àngel (Angel Eyes)                | Sharon Pogue                  |                                                            |
| 2002 | Enough                                     | Slim Hiller                   |                                                            |
| 2002 | Maid in Manhattan                          | Marisa Ventura                |                                                            |
| 2003 | Gigli                                      | Ricki                         |                                                            |
| 2004 | Jersey Girl                                | Gertrude Steiney              |                                                            |
| 2004 | Shall We Dance?                            | Paulina                       |                                                            |
| 2005 | La mare del nuvi (Monster-in-Law)          | Charlotte "Charlie" Cantilini |                                                            |
| 2005 | Una vida per endavant (An Unfinished Life) | Jean Gilkyson                 |                                                            |
| 2006 | Bordertown                                 | Lauren Adrian                 |                                                            |
| 2007 | El Cantante                                | Puchi                         |                                                            |
| 2007 | Feel the Noise                             | Ella mateixa (cameo)          |                                                            |
| 2010 | The Back-up Plan                           | Zoe                           |                                                            |
| 2015 | The Boy Next Door                          | Claire                        |                                                            |
| 2018 | Second Act                                 | Maya DaVilla/ Maria Vargas    |                                                            |
| 2019 | Hustlers                                   | Ramona Vega                   |                                                            |
| 2022 | Marry me                                   | Kat Valdez                    |                                                            |
| 2022 | Shotgun Wedding                            | Darcy                         |                                                            |
| 2022 | La Mare (The Mother)                       |                               |                                                            |

| Televisió | Televisió             | Televisió     | Televisió   |
| Any       | Títol                 | Paper         | Notes       |
| --------- | --------------------- | ------------- | ----------- |
| 1991–1993 | In Living Color       | "Fly Girl"    | 16 episodis |
| 1993–1994 | Second Chances        | Melinda Lopez | 6 episodis  |
| 1994      | South Central         | Lucille       | 1 episodi   |
| 1994      | Hotel Malibu          | Melinda Lopez | 1 episodi   |
| 2004      | Will & Grace          | Ella mateixa  | 3 episodis  |
| 2010      | How I Met Your Mother | Anita Appleby | 1 episodi   |
| 2011–     | American Idol         | Ella mateixa  | Jutge       |

### Productora
| Any  | Pel·lícula                      | Notes                                                               |
| ---- | ------------------------------- | ------------------------------------------------------------------- |
| 2000 | Jennifer Lopez: Feelin' So Good | TV, productora                                                      |
| 2001 | Jennifer Lopez in Concert       | TV, productora                                                      |
| 2006 | South Beach                     | sèrie TV, episodi: Every Day Above Ground Is a Good Day; productora |
| 2006 | El Cantante                     | productora                                                          |
| 2007 | Dancelife                       | TV, productora                                                      |
| 2007 | Feel the Noise                  | productora                                                          |
| 2007 | Como Ama una Mujer              | TV, productora                                                      |

## Discografia
- 1999: On the 6
- 2001: J.Lo
- 2002: This Is Me... Then
- 2002: J to tha L-O!: The Remixes
- 2005: Rebirth
- 2007: Como Ama una Mujer
- 2007: Brave
- 2011: Love?
- 2014: A.K.A.
- 2024: This Is Me... Now